# Melinaea mauensis
Melinaea mauensis är en fjärilsart som beskrevs av Gustav Weymer 1890. Melinaea mauensis ingår i släktet Melinaea och familjen praktfjärilar. Inga underarter finns listade i Catalogue of Life.